# Lambda de la Balança
Lambda de la Balança (λ Librae) és un estel en la constel·lació de la Balança de magnitud aparent +5,03. Encara que no té nom propi habitual, al costat de κ Librae ha ostentat el títol de Jih, «el Sol». Es localitza pràcticament sobre l'eclíptica, prop del límit amb la veïna Escorpió. D'acord amb la nova reducció de les dades de paral·laxi d'Hipparcos, es troba a 309 anys llum del Sistema Solar.
Lambda de la Balança és un sistema estel·lar compost per dos, o potser tres, components. La primària és un estel blanc-blavós de la seqüència principal de tipus espectral B3V. Té una temperatura efectiva de 20.350 K i una lluminositat bolomètrica —en totes les longituds d'ona— 810 vegades superior a la del Sol. Amb un diàmetre 3,9 vegades més gran que el diàmetre solar, gira sobre si mateix amb una velocitat de rotació projectada de 17 km/s, encara que la seva veritable velocitat pot ser molt major. Presenta una metal·licitat significativament inferior a la solar ([Fe/H] = -0,27). La seva massa estimada és de 6,3 masses solars i té una edat aproximada de només 70 ± 50 milions d'anys (1/66 de l'edat del Sol). De l'estel secundari res se sap. Cada 12,48 dies completa una òrbita al voltant del primari, i la seua 'excentricitat és ε = 0,27. El sistema podria tenir una tercera component addicional.
Lambda de la Balança és una variable elipsoidal rotant (ELL). Aquestes variables —entre les quals es troben Spica (α Virginis) o TY del Corb— són estels binaris propers les components dels quals tenen forma elipsoidal per l'atracció gravitatòria de l'acompanyant. La variació de lluentor de Lambda Librae és de 0,02 magnituds.